# FM 타운즈 마티

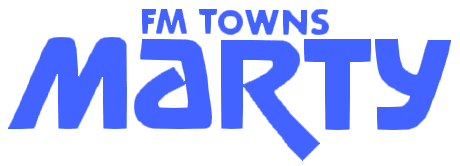
로고

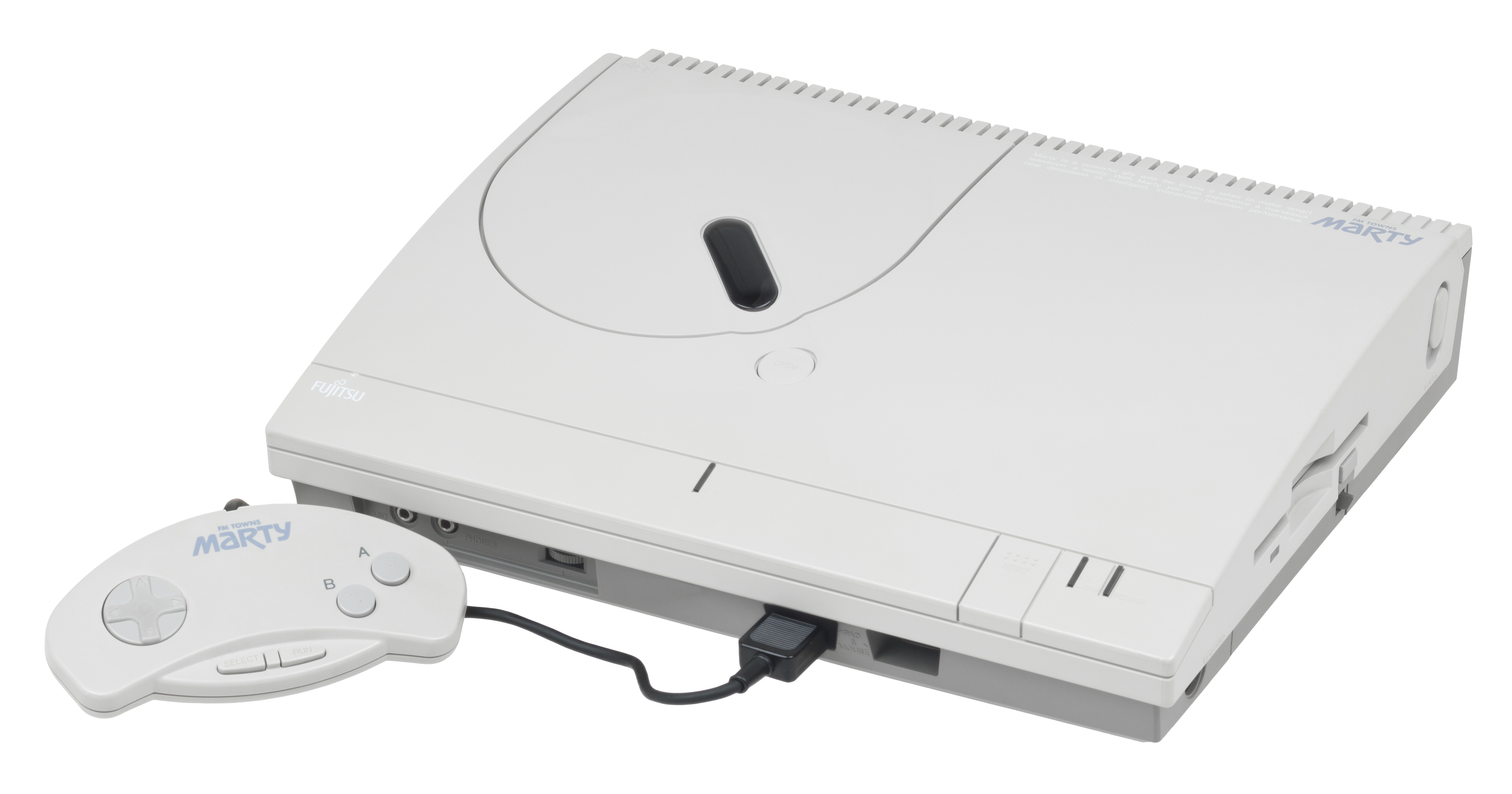
FM 타운즈 마티

FM 타운즈 마티(FM TOWNS Marty, FM Towns Marty)는 후지쯔가 1993년 일본 시장 전용으로 출시한 5세대 가정용 비디오 게임기이다. 내부적으로 유사한 모토로라 68000 프로세서를 탑재한 이전 코모도어 CDTV 및 세가 CD와 마찬가지로 16비트 데이터 버스를 갖고 있지만 최초의 32비트 CD 기반 홈 비디오 게임 시스템이라고 종종 주장된다. 32비트이지만 16비트 데이터 버스가 있다. 콘솔에는 CD-ROM 드라이브와 디스크 드라이브가 내장되어 있다. 이는 후지쯔가 1989년에 출시한 초기 FM 타운즈 컴퓨터 시스템을 기반으로 했다. 마티는 이전 FM 타운즈 게임과 하위 호환되었다.
1994년에는 FM 타운즈 마티 2라는 콘솔의 새 버전이 출시되었다. 더 어두운 회색 껍질과 새로운 저렴한 가격(66,000엔 또는 US$670)이 특징이지만 그 외의 부분은 첫 번째 마티와 동일했다. FM 타운즈 마티 2는 첫 번째보다 CPU가 더 빠른 FM 타운즈 2와 유사한 개선 사항을 제공할 것이라고 널리 알려져 있지만 사실은 그렇지 않았다. 마티 2에는 인텔 486 CPU가 탑재되어 있다는 추측도 있었지만 이 역시 거짓으로 밝혀졌다.
자동차에 장착할 수 있는 FM 타운즈 카 마티(Towns Car Marty)도 있다. 오디오 및 비디오 안내 기능이 내장된 내비게이션 시스템이 포함되어 있으며 자동차에서 분리하여 집에서 재생할 수도 있다. FM 타운즈 카 마티용 옵션 IC 카드를 사용하면 VICS를 사용할 수 있었고 이후 비디오 모니터와 함께 판매되었다.